# Никитин, Борис Владимирович
Бори́с Влади́мирович Ники́тин (1883 — 11 августа 1943) — офицер Русской императорской армии. Участник Белого движения.

## Биография
Сын генерала от артиллерии В. Н. Никитина. Общее образование получил в Тифлисском кадетском корпусе и Институте путей сообщения (1907).
В службу вступил 1 сентября 1908 года. Выдержал экзамен из 3-х классов Михайловского артиллерийского училища. Подпоручик (пр. 13.08.1909; ст. 14.06.1907). Переведен в лейб-гвардии 1-ю артиллерийскую бригаду подпоручиком (ВП 06.08.1910; ст. 15.06.1908). Поручик (пр. 06.12.1912; ст. 15.06.1912).
В 1914 году окончил 2 класса Николаевской военной академии (очевидно по 2-му разряду, так как в Списке ГШ 1914 не значится).
Участник Первой мировой войны. Высочайшим приказом 25 октября 1914 года переведен штабс-ротмистром (ст. 15.06.1912) в Кабардинский конный полк Кавказской туземной конной дивизии. Причислен к Генеральному штабу (1915). Ротмистр (пр. 14.07.1916; ст. 15.06.1914) с переименованием в капитаны (пр. 1916; ст. 15.06.1913), переводом в Генеральный штаб. С февраля 1916 — старший адъютант штаба 2-го кавалерийского корпуса. В августе 1916 — старший адъютант штаба Кавказской туземной конной дивизии. За боевое отличие в Кабардинском конном полку награжден Георгиевским оружием (ВП 04.08.1916). С 30 ноября 1916 года — помощник старшего адъютанта отдела генерал-квартирмейстера штаба 7-й армии.
С 12 марта 1917 года — исполняющий должность начальника контрразведки Петроградского военного округа. С июня 1917 года — генерал-квартирмейстер штаба Петроградского ВО. Начальник разведывательного отделения ГУГШ (с 07.1917).
В сентябре 1917 года из-за несогласия с проводимой Временным правительством политикой во время и после Корниловского выступления ушёл со службы в Петроградском военном округе и был назначен начальником штаба Кавказского туземного конного корпуса с которым вскоре отбыл на Кавказ. Подполковник (пр. 1917).
Участник Белого движения на Кавказе; с 1918 по февраль 1919 командующий полевыми войсками отряда Бичерахова в Дагестане. Полковник. В эмиграции. На 1932 год во Франции. Председатель союза  русских (дипломированных) инженеров во Франции.
Умер в 1943 году, похоронен на парижском кладбище Батиньоль.

## «Роковые годы»
Никитин прославился воспоминаниями, изданными в Париже в 1937 г.

Один из рецензентов ведущего эмигрантского журнала «Современные записки», отдавая дань новым фактам, указал на тенденциозность некоторых фрагментов, требующих проверки. Например:
«Никитин разсказывает, будто бы чины контрразведки, посланные им для ареста Троцкого, застали у него на квартире… министра Чернова, воспрепятствовавшаго, именем Врем. Правительства, аресту. Но автору следовало бы согласовать свой разсказъ с версией о том же его ближайшая начальника, ген. Половцева…»

## Награды
- Георгиевское оружие (ВП 04.08.1916).

## В культуре
В телесериале «Гибель империи» роль Никитина исполнил Владислав Галкин.

## Сочинения
- Б. В. Никитин. Роковые годы. — Париж, 1937.
  - Английский перевод: Nikitine, B.V. The Fatal Years. Fresh Revelations on a Chapter of Underground History. London, Hodge, 1938.